# Chișinău Arena
La Chișinău Arena (in romeno Arena Chișinău) è un'arena sportiva al coperto situata a Stăuceni, Chișinău, Moldavia. La struttura ha una capienza fino a 5 000 posti a sedere - ampliabili a 10 000 per i concerti - e dispone di vari servizi, tra cui un centro acquatico, una pista di pattinaggio sul ghiaccio, campi sportivi e sale conferenze.

## Storia

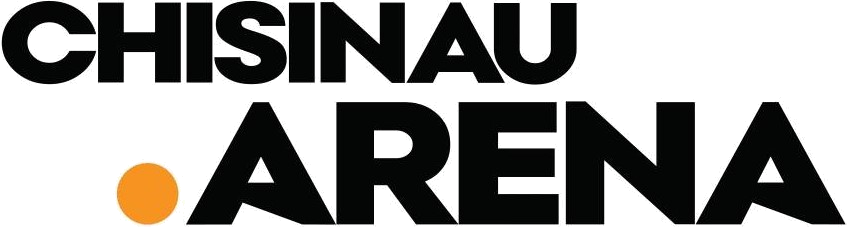
Logo ufficiale dell'arena

Il progetto della Chișinău Arena venne avviato nel 2018 come parte di uno sforzo guidato dal governo per migliorare l'infrastruttura sportiva e di intrattenimento della Moldavia. Il progetto mirava a creare una struttura moderna e polivalente in grado di ospitare un'ampia gamma di eventi, dalle competizioni sportive ai concerti e alle conferenze. La costruzione dell'arena è iniziata nell'ottobre 2018, con la società turca Summa che ha supervisionato l'accelerazione del progetto. La costruzione venne completata nel 2020, ma l'apertura è stata ritardata a causa della pandemia di COVID-19.

## Eventi sportivi e musicali
La Chișinău Arena ha ospitato concerti di vari artisti musicali tra cui Valerij Meladze, Zemfira, gli Okean El'zy, Bi-2 e B.U.G. Mafia.
Per gli eventi sportivi, l'arena tra settembre e ottobre del 2025 ospiterà il campionato europeo under-19 di calcio a 5 UEFA. Nel luglio del 2023 ha ospitato i campionati europei giovanili di sollevamento pesi, mentre nell'aprile del 2025 ha ospitato i campionati europei di sollevamento pesi.

## Critiche
La Chișinău Arena ha dovuto affrontare critiche principalmente legate al suo costo e alla priorità delle risorse. I critici sostennero che il notevole investimento richiesto per la costruzione avrebbe potuto essere destinato ad altre urgenti necessità in Moldavia, come l'assistenza sanitaria, l'istruzione o le infrastrutture nelle aree meno sviluppate. Inoltre, sono state sollevate preoccupazioni sulla velocità con cui è stato completato il progetto, con alcuni che si chiedevano se la qualità della costruzione potesse essere stata compromessa nella fretta di rispettare le scadenze. Ci sono stati anche dubbi sulla sostenibilità finanziaria a lungo termine dell'arena, in particolare per quanto riguarda i suoi costi di manutenzione e la capacità di attrarre costantemente abbastanza eventi per giustificare l'investimento.